# Universidad de Durham
La Universidad de Durham (en inglés: University of Durham) es una universidad británica situada en el condado de Durham. Fue fundada en 1832 por orden del Parlamento del Reino Unido.
Hay evidencia de clases en Durham de hace 1,000 años y es considerada la tercera universidad más antigua del país tras Oxford y Cambridge. Se sitúa en la ciudad de Durham, sobre el Río Wear, y en Stockton-on-Tees. La universidad fue elegida "Universidad del Año" por el Sunday Times en 2005, después de haber sido nominada para el mismo galardón el año anterior.
“La alta calidad de enseñanza de la Universidad Durham, calificada excelente en 24 áreas, está respaldada por investigaciones de clase mundial. Un lugar en Durham es de los más buscados en Gran Bretaña” (Sunday Times University Guide 2008).
Durham es una ciudad pintoresca e histórica, sede del famoso castillo y catedral, un sitio catalogado por la UNESCO como patrimonio mundial. Además ha sido locación para películas como Harry Potter. Cuenta con múltiples opciones de entretenimiento como tiendas, bares, restaurantes y está a solo diez minutos en tren de Newcastle Upon Tyne.
El campus Queen en Stockton acoge a 2000 estudiantes y cuenta con instalaciones en una moderna locación junto al River Tee. Durham es considerado como un centro líder en enseñanza. La universidad constantemente está clasificada entre las diez mejores universidades en gran parte de las áreas de estudio en el Reino Unido. Destaca especialmente por disciplinas vinculadas a las artes y humanidades como literatura inglesa, lenguas modernas, clásicas...
Estos son algunos de los reconocimientos que Durham ha obtenido:
3a en el Reino Unido (Sunday Times University Guide 2012)
5a en el Reino Unido (Complete University Guide 2012)
5a en el Reino Unido (Times Good University Guide 2013)
83 a nivel mundial (Times Higher Education world rankings 2012/13)
61 a nivel mundial (QS World University rankings 2015/2016)

## Historia

### Orígenes
La fuerte tradición de enseñanza teológica en el área de Durham había llevado a que se realizaran varios intentos de establecer una universidad en la zona, en especial durante el reinado de Enrique VIII y el mandato de Oliver Cromwell, quien de hecho envió una patente real y nombró un supervisor y varios socios encargados de establecer una universidad en 1657, pese a la preocupación de las universidades de Oxford y Cambridge de que conceder dicho estatus a Durham minaría su posición. Sin embargo, fue en 1832 cuando el Parlamento del Reino Unido, a instancia del Archidiácono Charles Thorp y con el apoyo del Obispo de Durham, William van Mildert, aprobó el acta que daba al Deán de Durham el poder para establecer una universidad en dicha población. Durante este primer periodo, el alojamiento se realizaba en la Posada del Archidiácono, hasta 1837, en que una orden de la Reina de Inglaterra permitió el uso del Castillo de Durham como residencia de la Universidad. Además, la Universidad recibió un Fuero Real el 1 de junio de 1837 de manos de Guillermo IV del Reino Unido, una semana antes de que se graduaran los primeros estudiantes.

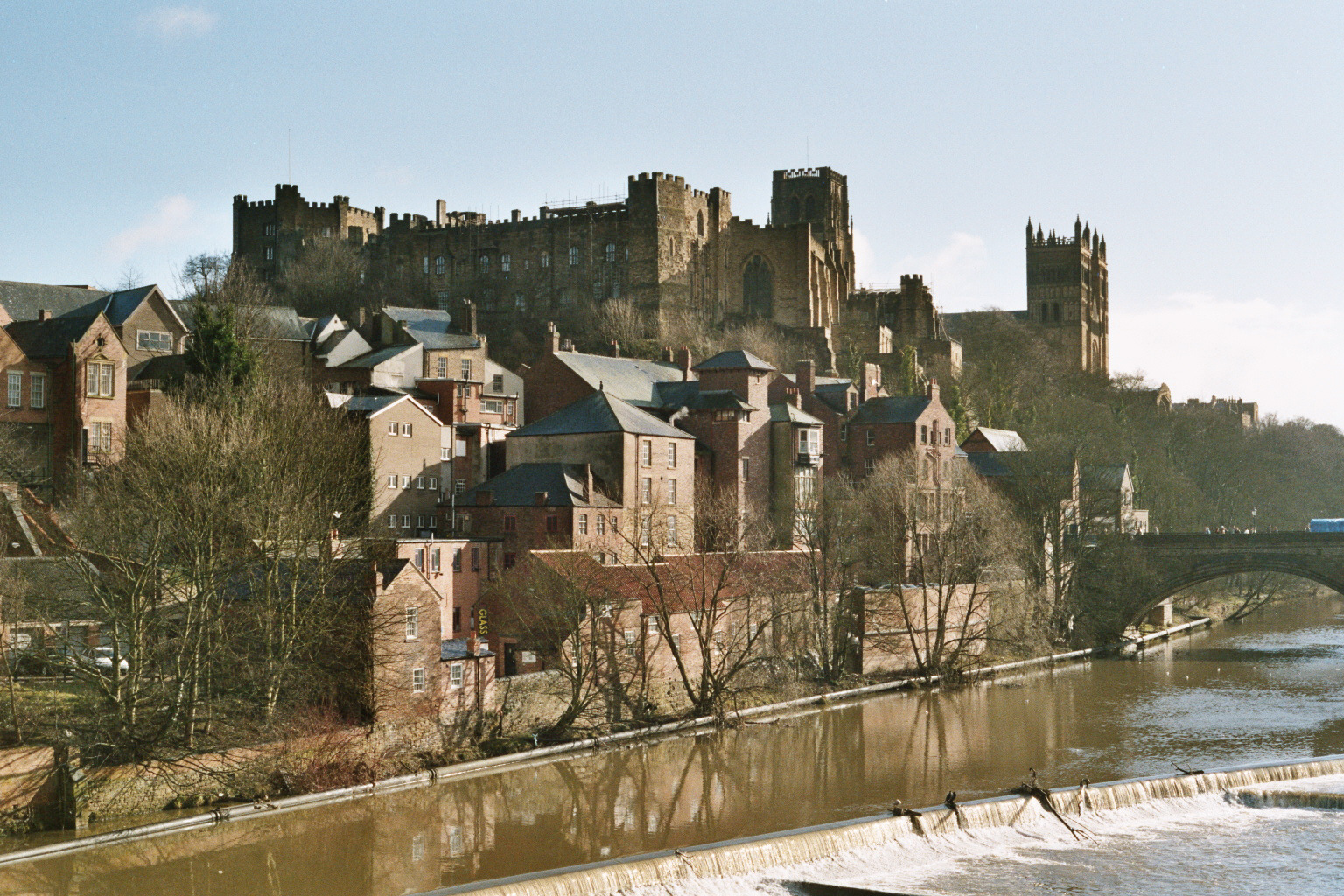
El Castillo de Durham, que alberga a una parte de los estudiantes de la Universidad de Durham.

### sigloXIX

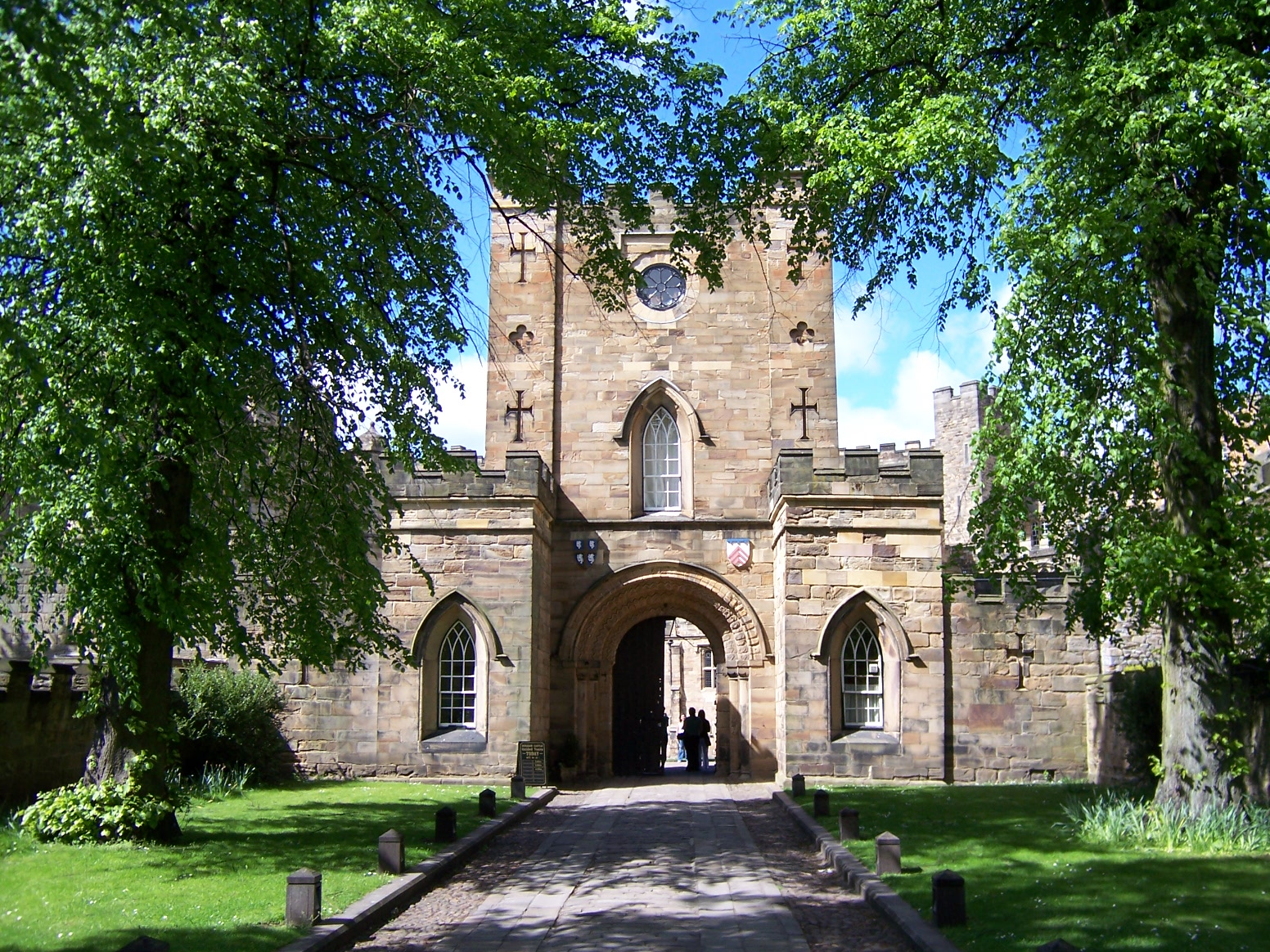
Castillo de Durham

En 1846 se fundó la Residencia Thomas Hatfield, que por primera vez ofreció a los estudiantes británicos la posibilidad de obtener un alojamiento asequible con pensión completa. En esta época, los alumnos que acudían a Durham debían además aportar un sirviente que se encargase de asuntos como cocinar o limpiar para ellos. Por otra parte, la Universidad pronto se expandió a Newcastle-upon-Tyne en 1852, cuando la Escuela de Medicina establecida en esta ciudad en 1834 adquirió se incorporó a la Universidad de Durham. A estos primeros centros se unió en 1871 la Facultad de Ciencias Físicas (Facultad de Ciencias en 1884 y como Armstrong College en 1904). La St Cuthbert's Society, fundada en 1888, alimentaba a los alumnos no residentes de la universidad, mientras que las escuelas de St. Hild -para mujeres- (1858) y de Beda el Venerable -para hombres- (1839) formaban a profesores. Ambas escuelas se fusionaron para formar el College of St Hild and St Bede en 1975. 
En 1842 se estableció la Durham Union Society, como un foro de debate y reunión para estudiantes, que siguió en so hasta que en 1899 se fundó la Durham Colleges Students' Representative Council (posteriormente renombrada como Durham Students' Union en 1963).
Durante gran parte del siglo XIX, la Universidad de Durham realizaba exámenes de religión a los aspirantes a graduados, los cuales además debían pertenecer a la Iglesia. Esta situación duró hasta el University Test Act de 1871. Sin embargo, los "disidentes" podían acudir a las clases en Durham y luego recibir sus títulos en la Universidad de Londres, en la que no se les sometía a ningún examen sobre materias religiosas.
Tras un fuero suplementario concedido a la Universidad en 1895, por el que se permitía a las mujeres obtener títulos por la Universidad de Durham, en 1899 se fundó un albergue para mujeres (renombrado como St Mary's College en 1919).

### sigloXX

Mapa de la Universidad en Durham

La sede de la Universidad de Durham en Newcastle, en particular el Armstrong College, creció rápidamente hasta el punto de superar en número de alumnos a su sede original de Durham, pese a que ésta añadió dos nuevas facultades anglicanas: el St. Chad's College (1904) y el St. John's College (1909). En 1907 se propuso una ley parlamentaria que establecería la ubicación de la universidad en Durham durante diez años, pero que permitiría su traslado a Newcastle pasado ese tiempo; esta ley fue sin embargo bloqueada por un miembro local del Parlamento del Reino Unido, con el apoyo de los licenciados de Durham, de forma que la ley debió ser modificada, estableciendo una universidad federal con su sede definitivamente establecida en Durham. Esta reforma también liberó a la universidad de su dependencia del Deán y del Cabildo de la Catedral de Durham, que eran, al menos nominalmente, los dirigentes de la universidad desde su fundación. Treinta años después de esta ley, en 1937, una comisión recomendó cambios en la distribución de la universidad federal, que resultaron en la fusión de las facultades de Newcastle para formar el King's College, y un sistema de alternancia por el cual el vicecanciller de la universidad era ocupado alternativamente por el Warden ("guardián") de las facultades de Durham, y el director del King's College.
Tras la Segunda Guerra Mundial, la división en la Universidad de Durham se amplió aún más. En 1947 se fundó el St Aidan's College para atender a las alumnas no residentes, y se decidió además extender el campus hasta Elvet Hill, añadiendo nuevas facultades a la ya existente de Ciencias, creando las de Ciencias Aplicadas e Ingeniería. El nuevo edificio, destinado a albergar el St Mary's College, comenzó a construirse ese mismo año, y la reina Isabel II del Reino Unido fue la encargada de colocar la primera piedra. El edificio abrió sus puertas en 1952, y se considera que es el último edificio universitario público construido en piedra. 
El mismo año 1952, las tensiones entre Durham y Newcastle volvieron a aflorar, con la propuesta de cambiar el nombre de la universidad al de Universidad de Durham y Newcastle. Esta propuesta fue derrotada en la Asamblea de la propia universidad por 135 votos contra 129. Once años más tarde, en 1963, por el Acta de las Universidades de Durham y Newcastle, el King's College se convirtió en la Universidad de Newcastle upon Tyne, por lo que la universidad de Durham se vio reducida a su ubicación original.
La expansión en Elvet Hill continuó durante esta época, con la creación de nuevas facultades: Grey College en 1959, Van Mildert College y Durham Business School en 1965, Trevelyan College en 1966) y Collingwood College en 1972); también se creó el Jardín Botánico de la Universidad de Durham (1970). Otras mejoras de la Universidad en esta época incluyen la creación en 1965 de una sociedad de antiguos alumnos, destinada a ofrecer servicios para los posgraduados (renombrada como Ustinov College en 2003), y la reutilización como residencia universitaria del Seminario católico Ushaw College, en 1968. En octubre de 2006 abrió sus puertas el Josephine Butler College, el más reciente de los añadidos a la Universidad de Durham.

### El Sistema de Colegios
Durham es una de las pocas universidades británicas que aún se administra bajo un sistema de colegios. La universidad tiene 16 diferentes colegios para escoger. Los colegios no son simplemente lugares para dormir y comer, ofrecen un amplio rango de actividades e instalaciones de estudio, deportes, arte, socialización, relajación y bienestar.
La experiencia de pertenecer a un colegio es una razón clave que los estudiantes argumentan para postular a Durham.

### El Campus de Stockton
En 1992 se estableció el Joint University College on Teesside de las universidades de Durham y de Teesside en Stockton-on-Tees, 23 millas al sur de Durham. Originalmente iba a estar destinado a ofrecer títulos validados por ambas instituciones. Sin embargo, Teesside, que sólo se había convertido en universidad en 1992, tuvo dificultades para cumplir con sus responsabilidades en el acuerdo, y la Universidad de Durham asumió el pleno control en 1994.
Esta integración de Stockton en la Universidad de Durham llevó a que en 1998 se cambiara su nombre por el de University of Durham, Stockton Campus (UDSC), eliminando parte de la carga docente del centro. En 2001 se abrieron otros dos Colleges en el campus: el John Snow College y el George Stephenson College, mientras que una nueva escuela de medicina abrió sus puertas en esa misma fecha. En 2002, como parte de los actos por sus 50 años de reinado, la reina Isabel II del Reino Unido concedió a Stockton el título de Queen's Campus ("campus de la reina").
En 2005, el campus de Stockton albergaba aproximadamente al 18% del total de alumnos de la universidad, porcentaje que probablemente se incremente en el futuro cercano, debido a los planes de expansión del campus.